# Worskła Połtawa (piłka nożna kobiet)
Worskła Połtawa (ukr. ЖФК «Ворскла» Полтава) – ukraiński klub piłki nożnej kobiet, mający siedzibę w mieście Połtawa na wschodzie kraju. Od sezonu 2012 występuje w rozgrywkach ukraińskiej Wyższej ligi.

## Historia
Chronologia nazw:
- 2007: Żytłobud-2 Charków (ukr. ЖФК «Житлобуд-2» Харків)
- 06.2022: Worskła-Charkiw-2 Połtawa (ukr. ЖФК «Ворскла-Харків-2» Полтава)
- 09.2022: Worskła Połtawa (ukr. ЖФК «Ворскла» Полтава)

Kobieca drużyna piłkarska Żytłobud-2 Charków została założona w Charkowie jesienią 2007 roku, po tym jak firma budowlana Żytłobud-2 podpisała umowę o finansowaniu drużyny kobiecej piłki nożnej, która została zorganizowana w 2004. W sezonie 2008/09 zespół uczestniczył w rozgrywkach mistrzostw Ukrainy w futsalu. Potem drużyna występowała w obwodowych i krajowych rozgrywkach. W sezonie 2012 klub zgłosił się do rozgrywek Wyższej ligi, w której zajął 6.miejsce. W następnym sezonie awansował na 5.pozycję. W 2014 już był na podium, zdobywając wicemistrzostwo Ukrainy. W 2015 spadł na trzecią pozycję, aby potem w 2016 i 2017 dwukrotnie zostać mistrzem Ukrainy. W sezonie 2017/18 klub uplasował się na drugiej lokacie.
Klub rozpoczął sezon 2022/23 Ligi Mistrzyń UEFA pod nazwą Worskła-Charkiw-2. W dniu 10 września 2022 roku przed rozpoczęciem nowego sezonu krajowego, ogłoszono, że Żytłobud-2 oficjalnie został przekształcony do struktury połtawskiego klubu jako Worskła Połtawa. W swoim pierwszym meczu z Szachtarem Donieck zawodnicy byli ubrani w koszulki Worskły jeszcze z logo Żytłobud-2.

## Barwy klubowe, strój, herb, hymn
|  |  |

Klub ma barwy zielono-białe (do 2022 granatowo-białe). Piłkarki domowe spotkania zazwyczaj grają w czarnych koszulkach w żółte pionowe paski, czarnych spodenkach oraz czarnych getrach.
Herb klubu powstał w 2007. Na okrągłej tarczy umieszczona duża piłka nożna, wokół której podana nazwa "Piłkarski klub Żytłobud-2". W dolnej części znajduje się rysunek nowoczesnych wieżowców, budową których zajmuje się właściciel klubu.
Od 2022 godło zostało zmienione na logo Worskły, które składa się z barw i atrybutów herbu miasta i klubu. Na heraldycznej tarczy, która jest znakiem ochrony, umieszczone: łuk ze strzałą co symbolizuje gotowość do strzału w każdej chwili, po prawej stronie - gwiazdy obronne, jako element herbu miasta, piłka pośrodku godła jest głównym symbolem piłki nożnej, cyfry "1955" na niebieskim tle nad godłem – rok założenia klubu.

## Sukcesy

### Trofea międzynarodowe
| \| \| Zdobyte trofea w rozgrywkach międzynarodowych (stan na: 01-05-2023) \| |                                                                     |      |          |
| Rozgrywki                                                                    | Osiągnięcie                                                         | Razy | Sezon(y) |
| · Liga Mistrzyń UEFA                                                         | zdobywca                                                            | 0    |          |
| · Liga Mistrzyń UEFA                                                         | finalista                                                           | 0    |          |
| · Liga Mistrzyń UEFA                                                         | 1/16 finału                                                         | 1    | 2020/21  |
| FIFA                                                                         | Zdobyte trofea w rozgrywkach międzynarodowych (stan na: 01-05-2023) |      |          |

### Trofea krajowe
| \| \| Zdobyte trofea w rozgrywkach Ukrainy (stan na: 18-06-2025) \| |                                                            |      |                                                |
| Rozgrywki                                                           | Osiągnięcie                                                | Razy | Sezon(y)                                       |
| Mistrzostwo                                                         | I miejsce                                                  | 6    | 2016, 2017, 2019/20; 2022/23, 2023/24, 2024/25 |
| Mistrzostwo                                                         | II miejsce                                                 | 4    | 2014, 2017/18, 2018/19, 2020/21                |
| Mistrzostwo                                                         | III miejsce                                                | 1    | 2015                                           |
| Puchar                                                              | zdobywca                                                   | 3    | 2019/20, 2020/21, 2021/22                      |
| Puchar                                                              | finalista                                                  | 0    |                                                |
| II liga                                                             | I miejsce                                                  | 0    |                                                |
| II liga                                                             | II miejsce                                                 | 0    |                                                |
| II liga                                                             | III miejsce                                                | 0    |                                                |
| Ukraina                                                             | Zdobyte trofea w rozgrywkach Ukrainy (stan na: 18-06-2025) |      |                                                |

## Poszczególne sezony

### Rozgrywki międzynarodowe

#### Europejskie puchary
Legenda do wszystkich tabel:
- Q – runda eliminacyjna, 1/16, 1/8, 1/4, 1/2 – odpowiednia faza rozgrywek, Grupa – runda grupowa, 1r gr – pierwsza runda grupowa, 2r gr – druga runda grupowa, F – finał, R – runda, PO – play-off
- k. – rzuty karne, los. – losowanie, Dogr. – dogrywka, w. – zasada bramek strzelonych na wyjeździe

| Sezon   | Rozgrywki     | Runda | Przeciwnik           | Dom | Wyjazd | Ogólne     |
| ------- | ------------- | ----- | -------------------- | --- | ------ | ---------- |
| 2017/18 | Liga Mistrzyń | Grupa | Olimpia Cluj         | 0–1 | 0–1    | 3. miejsce |
| 2017/18 | Liga Mistrzyń | Grupa | Hibernian            | 1–1 | 1–1    | 3. miejsce |
| 2017/18 | Liga Mistrzyń | Grupa | Swansea City         | 0–3 | 0–3    | 3. miejsce |
| 2020/21 | Liga Mistrzyń | 1Q    | Alaszkert            | 9–0 |        | 9–0        |
| 2020/21 | Liga Mistrzyń | 2Q    | SFK 2000             |     | 2–0    | 2–0        |
| 2020/21 | Liga Mistrzyń | 1/16  | BİIK-Qazyğūrt        | 2–1 | 0–1    | 2–2        |
| 2022/23 | Liga Mistrzyń | 1Q    | Lanczchuti           | 5–0 | neutr. | 5–0        |
| 2022/23 | Liga Mistrzyń | 1Q    | BİIK-Qazyğūrt        | 2–0 | neutr. | 2–0        |
| 2022/23 | Liga Mistrzyń | 2Q    | KFF Vllaznia Shkodër | 1–1 | 1–2    | 2–3        |

### Rozgrywki krajowe
| \| Ukraina \| Bilans występów klubu w rozgrywkach piłkarskich Ukrainy (Stan na 31 marca 2023 r.) \| \| |                                                                                    |        |       |   |   |   |    |    |     |         |        |        |      |
| Poziom                                                                                                 | Rozgrywki                                                                          | Sezony | Mecze | Z | R | P | B+ | B– | Pkt | Lata    | Awanse | Spadki | Naj. |
| I | Wyszcza liha                                                                       | 12     |       |   |   |   |    |    |     | od 2012 | 0      | 0      | 1    |
| II | Persza liha                                                                        | 0      |       |   |   |   |    |    |     |         | 0      | 0      |      |
| | Puchar Ukrainy                                                                     | 12     |       |   |   |   |    |    |     | od 2012 | 0      | 0      | 1    |
| Ukraina                                                                                                | Bilans występów klubu w rozgrywkach piłkarskich Ukrainy (Stan na 31 marca 2023 r.) |        |       |   |   |   |    |    |     |         |        |        |      |

## Piłkarki, trenerzy, prezydenci i właściciele klubu

### Trenerzy
| Lp. | Imię i nazwisko    | Okres urzędowania | Okres urzędowania |
| --- | ------------------ | ----------------- | ----------------- |
| 1.  | Natalija Zinczenko | 2012              | obecnie           |

## Struktura klubu

### Stadion
Od 2022 klub rozgrywa swoje mecze domowe na stadionie Worskła im. Butowskiego. Po ostatniej rekonstrukcji 2000 może pomieścić 24 795 widzów i ma wymiary 104 × 68 metrów. Wcześniej klub rozgrywał swoje mecze domowe na stadionie Dynamo w Charkowie, który może pomieścić 8000 widzów.

## Kibice i rywalizacja z innymi klubami

### Derby
- Żytłobud-1 Charków.